# آلف پاتریک
آلف پاتریک (انگلیسی: Alf Patrick; ۲۵ سپتامبر ۱۹۲۱ – ۲ نوامبر ۲۰۲۱) بازیکن فوتبال اهل بریتانیا بود.
از باشگاه‌هایی که در آن بازی کرده‌است می‌توان به باشگاه فوتبال یورک سیتی اشاره کرد.